# Мерцарио, Артуро
Арту́ро Франче́ско Мерца́рио (итал. Arturo Francesco Merzario, 11 марта 1943 года, Чивенна, Комо) — итальянский автогонщик, участник чемпионата мира по автогонкам в классе Формула-1. Наиболее известен как один из пилотов, вытащивший Ники Лауду из огня во время Гран-при Германии 1976 года.

## Полная таблица результатов в Ф1
| Легенда к таблице |                                                                    |
| --- | ------------------------------------------------------------------ |
| В таблице перечислены результаты всех Гран-при Формулы-1, в которых принимал участие гонщик. Строками таблицы являются сезоны, столбцами — этапы чемпионата мира. В каждой клетке указаны сокращённое название этапа и результат, дополнительно обозначенный цветом. Расшифровка обозначений и цветов представлена в нижеследующей таблице. |                                                                    |
| \| Пример \| Описание \| \| ------------ \| ------------------------------------------------------------------ \| \| 1 \| Победитель \| \| 2 \| Второе место \| \| 3 \| Третье место \| \| 5 \| Финишировал, заработав очки \| \| Сход \| Не финишировал, но при этом заработал очки \| \| 12 \| Финишировал, не получив очков \| \| НКЛ \| Финишировал, но не попал в финальную классификацию \| \| 15 \| Участвовал вне зачёта, либо по отдельной классификации \| \| 18 \| Не финишировал, но попал в финальную классификацию \| \| Сход \| Не финишировал \| \| НКВ \| Не прошёл квалификацию \| \| НПКВ \| Не прошёл предквалификацию \| \| ДСК \| Дисквалифицирован \| \| ИСК \| Исключён из протокола соревнований \| \| ТТ \| Заявлен для участия только в тренировках \| \| НС \| Участвовал в квалификации, но не стартовал в гонке \| \| Т \| Травмирован или болен \| \| ОТК \| Отказ от участия \| \| НТР \| Прибыл на соревнования, но на трассу не выезжал \| \| НПР \| Был заявлен в числе участников, но не прибыл к началу соревнований \| \| О \| Соревнования отменены \| \| \| Не участвовал \| \| Поул-позиция \| \| \| Быстрый круг \| \| |                                                                    |
| Пример | Описание                                                           |
| 1 | Победитель                                                         |
| 2 | Второе место                                                       |
| 3 | Третье место                                                       |
| 5 | Финишировал, заработав очки                                        |
| Сход | Не финишировал, но при этом заработал очки                         |
| 12 | Финишировал, не получив очков                                      |
| НКЛ | Финишировал, но не попал в финальную классификацию                 |
| 15 | Участвовал вне зачёта, либо по отдельной классификации             |
| 18 | Не финишировал, но попал в финальную классификацию                 |
| Сход | Не финишировал                                                     |
| НКВ | Не прошёл квалификацию                                             |
| НПКВ | Не прошёл предквалификацию                                         |
| ДСК | Дисквалифицирован                                                  |
| ИСК | Исключён из протокола соревнований                                 |
| ТТ | Заявлен для участия только в тренировках                           |
| НС | Участвовал в квалификации, но не стартовал в гонке                 |
| Т | Травмирован или болен                                              |
| ОТК | Отказ от участия                                                   |
| НТР | Прибыл на соревнования, но на трассу не выезжал                    |
| НПР | Был заявлен в числе участников, но не прибыл к началу соревнований |
| О | Соревнования отменены                                              |
| | Не участвовал                                                      |
| Поул-позиция |                                                                    |
| Быстрый круг |                                                                    |

| Сезон | Команда    | Шасси           | Двигатель       | Ш | 1        | 2        | 3        | 4        | 5        | 6        | 7       | 8        | 9        | 10       | 11       | 12       | 13       | 14       | 15       | 16       | 17  | Место | Очки | Очки |
| ----- | ---------- | --------------- | --------------- | - | -------- | -------- | -------- | -------- | -------- | -------- | ------- | -------- | -------- | -------- | -------- | -------- | -------- | -------- | -------- | -------- | --- | ----- | ---- | ---- |
| 1972  | Ferrari    | Ferrari 312 B2  | Ferrari Flat-12 | F | АРГ      | ЮАР      | ИСП      | МОН      | БЕЛ      | ФРА      | ВЕЛ 6   | ГЕР 12   | АВТ      | ИТА      | КАН      | США      |          |          |          |          |     | 20    | 1    |      |
| 1973  | Ferrari    | Ferrari 312 B2  | Ferrari Flat-12 | G | АРГ 9    | БРА 4    | ЮАР 4    | ИСП      | БЕЛ      |          |         |          |          |          |          |          |          |          |          |          |     | 12    | 6    |      |
| 1973  | Ferrari    | Ferrari 312 B3  | Ferrari Flat-12 | G |          |          |          |          |          | МОН Сход | ШВЕ     | ФРА 7    | ВЕЛ      | НИД      | ГЕР      | АВТ 7    | ИТА Сход | КАН 15   | США 16   |          |     | 12    | 6    |      |
| 1974  | Williams   | Williams FW     | Cosworth V8     | G | АРГ Сход | БРА Сход | ЮАР 6    | ИСП Сход | БЕЛ Сход | МОН Сход | ШВЕ НС  | НИД Сход | ФРА 9    | ВЕЛ Сход | ГЕР Сход | АВТ Сход | ИТА 4    | КАН Сход | США Сход |          |     | 17    | 4    |      |
| 1975  | Williams   | Williams FW03   | Cosworth V8     | G | АРГ НКЛ  | БРА Сход | ЮАР Сход |          | МОН НКВ  | БЕЛ Сход | ШВЕ     | НИД      | ФРА      | ВЕЛ      | ГЕР      | АВТ      |          |          |          |          |     | -     | 0    |      |
| 1975  | Williams   | Williams FW04   | Cosworth V8     | G |          |          |          | ИСП Сход |          |          |         |          |          |          |          |          |          |          |          |          |     | -     | 0    |      |
| 1975  | Fittipaldi | Fittipaldi FD03 | Cosworth V8     | G |          |          |          |          |          |          |         |          |          |          |          |          | ИТА 11   | США      |          |          |     | -     | 0    |      |
| 1976  | March      | March 761       | Cosworth V8     | G | БРА      | ЮАР      | СШЗ НКВ  | ИСП Сход | БЕЛ Сход | МОН НКВ  | ШВЕ 14  | ФРА 9    | ВЕЛ Сход |          |          |          |          |          |          |          |     | -     | 0    |      |
| 1976  | Wolf       | Williams FW05   | Cosworth V8     | G |          |          |          |          |          |          |         |          |          | ГЕР Сход | АВТ Сход | НИД Сход | ИТА НС   | КАН Сход | США Сход | ЯПО Сход |     | -     | 0    |      |
| 1977  | Merzario   | March 761B      | Cosworth V8     | G | АРГ      | БРА      | ЮАР      | СШЗ      | ИСП Сход | МОН НКВ  | БЕЛ 14  | ШВЕ      | ФРА Сход | ВЕЛ Сход | ГЕР НКВ  |          | НИД НКВ  | ИТА      | США      | КАН      | ЯПО | -     | 0    |      |
| 1977  | Shadow     | Shadow DN8      | Cosworth V8     | G |          |          |          |          |          |          |         |          |          |          |          | АВТ Сход |          |          |          |          |     | -     | 0    |      |
| 1978  | Merzario   | Merzario A1     | Cosworth V8     | G | АРГ Сход | БРА НКВ  | ЮАР Сход | СШЗ Сход | МОН НПКВ | БЕЛ НПКВ | ИСП НКВ | ШВЕ НКЛ  | ФРА НКВ  | ВЕЛ Сход | ГЕР НКВ  | АВТ НКВ  | НИД Сход | ИТА Сход | США Сход | КАН НКВ  |     | -     | 0    |      |
| 1979  | Merzario   | Merzario A1B    | Cosworth V8     | G | АРГ Сход | БРА НКВ  | ЮАР НКВ  | СШЗ Сход |          |          |         |          |          |          |          |          |          |          |          |          |     | -     | 0    |      |
| 1979  | Merzario   | Merzario A2     | Cosworth V8     | G |          |          |          |          | ИСП НКВ  | БЕЛ НКВ  | МОН     | ФРА НКВ  | ВЕЛ НКВ  | ГЕР НКВ  | АВТ НКВ  | НИД НКВ  | ИТА НКВ  | КАН НКВ  | США НКВ  |          |     | -     | 0    |      |